# Nederlands Strijkkwartet

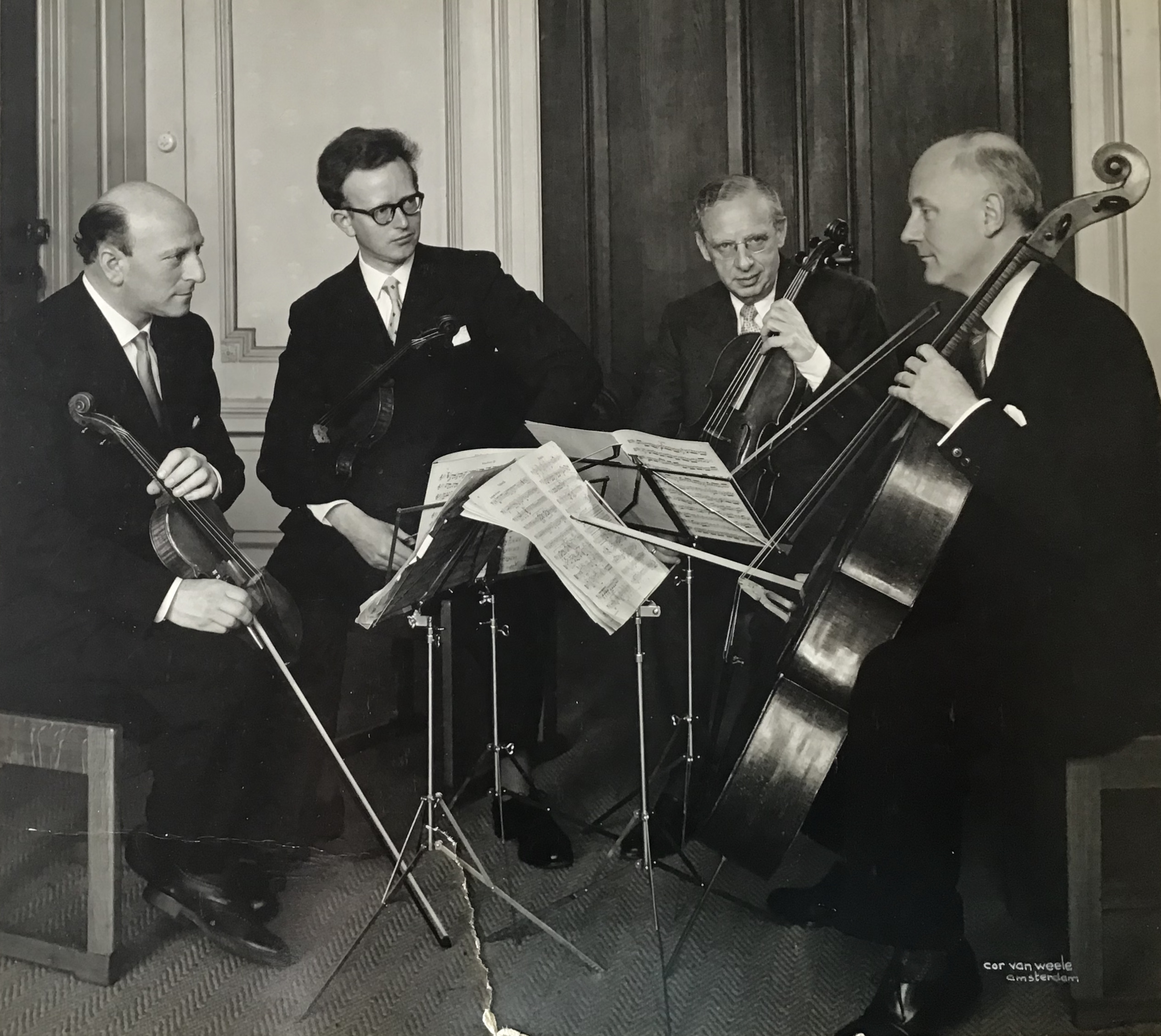
Het Nederlands Strijkkwartet in 1954

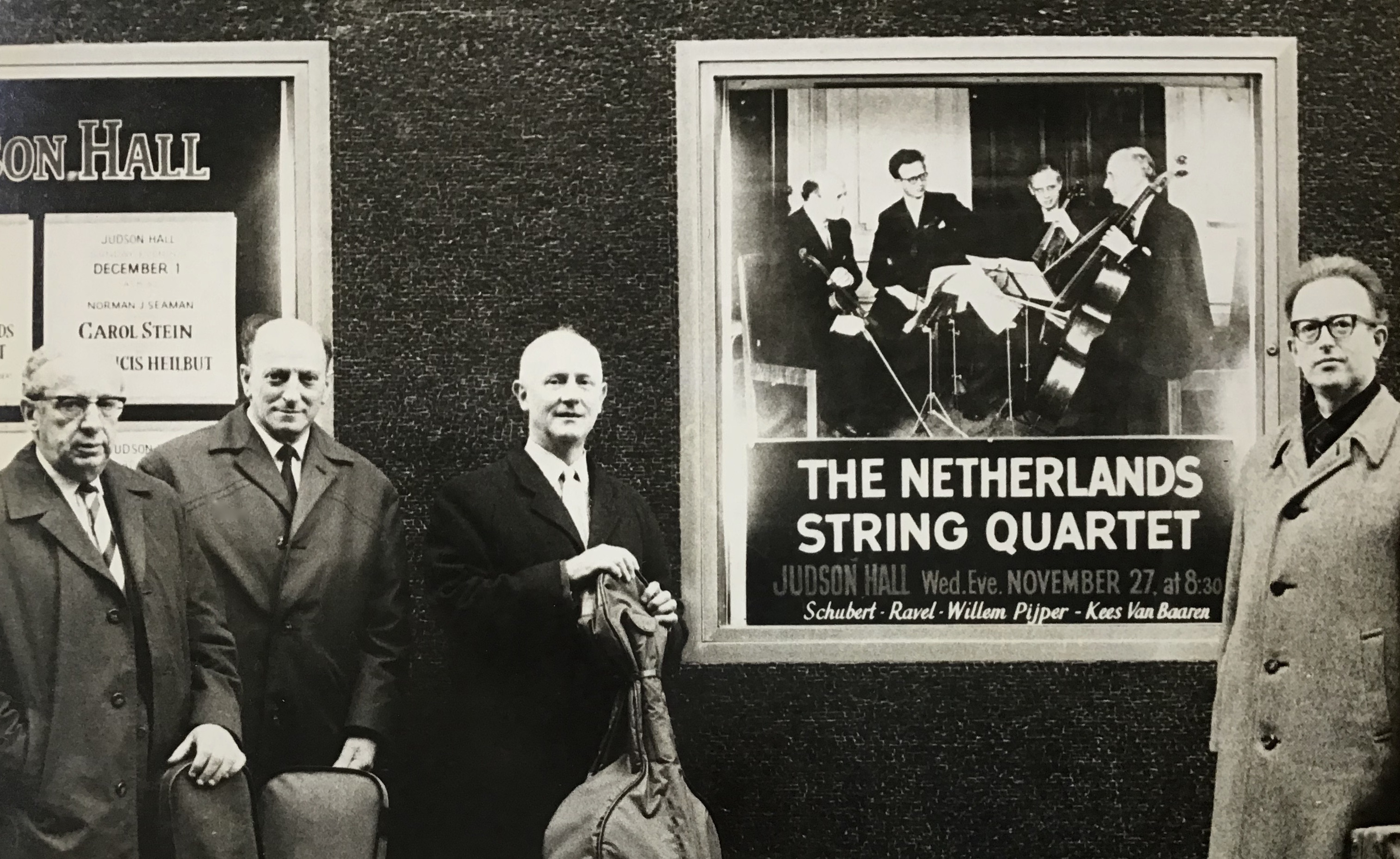
1966, het Nederlands Strijkkwartet in Amerika

Het Nederlands Strijkkwartet was een strijkkwartet dat in 1950 door Nap de Klijn als het Nieuw Hollands Strijkkwartet werd opgericht en in 1952 zijn definitieve naam kreeg.
Het bestond uit Nap de Klijn, Jo van Helden, Paul Godwin en Carel van Leeuwen Boomkamp.
Het kwartet zou triomfen vieren in binnen- en buitenland, inclusief negen grote tournees in Amerika. Tweede violist was vanaf die tijd Jaap Schröder. Tijdens de eerste Amerika-tournee in 1958 speelde het Nederlands Strijkkwartet in de Carnegie Hall. Het kwartet nam tweemaal deel aan het Aspen Festival en ontving in 1965 de Elizabeth Sprague Coolidge Medal. 
Naast concerten en tournees maakte het Nederlands Strijkkwartet talloze radio-opnamen en een aantal grammofoonopnamen bij Philips.
Na uittreden van Van Leeuwen Boomkamp, ziekte van Godwin en vertrek van Schröder ging het Nederlands Strijkkwartet verder met Gerard Hettema, Gerrit Oldeman en Michel Roche, allen solostrijkers in het Rotterdams Philharmonisch Orkest. De laatste grote tournee was een zevenweekse concertreis door Zuid-Amerika in 1976. 
Nap de Klijn was primarius van het Nederlands Strijkkwartet tot zijn dood in 1979.

## Discografie
Philips:
- Mozart: Fluitkwartetten KV 285, 285a, 285b en 298 (met Hubert Barwahser)
- Mozart: Hobokwartet KV 370 (met Jaap Stotijn)
- Haydn: Strijkkwartetten op. 33 no. 2 en op. 76 no.5
- Mozart: Strijkkwartetten KV 458 en 465
- Mozart: Strijkkwartetten KV 499 en 589
- Dvorak: Strijkkwartetten op. 51 en 96
- Schubert: Forellenkwintet (met Alice Heksch, later nogmaals met George van Renesse)
- Smetana: Strijkkwartet no. 1
- Flothuis: Stijkkwartet op. 44
- Landré: Strijkkwartet no. 2

Heruitgaves op cd
Globe:
- Mozart: Strijkkwartet KV 499 en 589 en Hobokwartet KV 370 (met Jaap Stotijn)
- Dvorak: Strijkkwartetten op.51 en op. 96

Marcato Keyboard:
- Oscar van Hemel: Strijkkwartet no. 4 (1953) en Klarinetkwintet (1958)